# Драмы, или Ниоб
«Драмы, или Ниоб» (др.-греч. Δράματα или Νίοβος) — древнегреческая комедия, которую приписывали драматургу Аристофану (однако уже в античную эпоху это авторство начали оспаривать). Дата постановки неизвестна. Текст пьесы практически полностью утрачен, сохранились только пять коротких фрагментов, процитированных более поздними античными и средневековыми авторами, — в общей сложности восемь строк (фрг. 337—341).